# Conveni de Ramsar

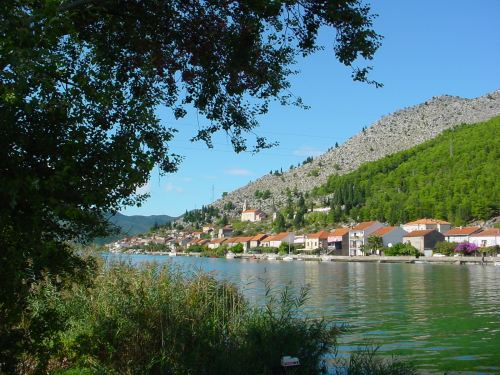
El Conveni Ramsar vol protegir les zones humides i els seus recursos.

El Conveni de Ramsar és un tractat internacional per a la conservació i l'ús sostenible de les zones humides, és a dir, per aturar-ne la pèrdua i la invasió progressiva, tot reconeixent les funcions ecològiques fonamentals de les zones humides i el seu valor econòmic, cultural, científic i recreatiu.

## El conveni

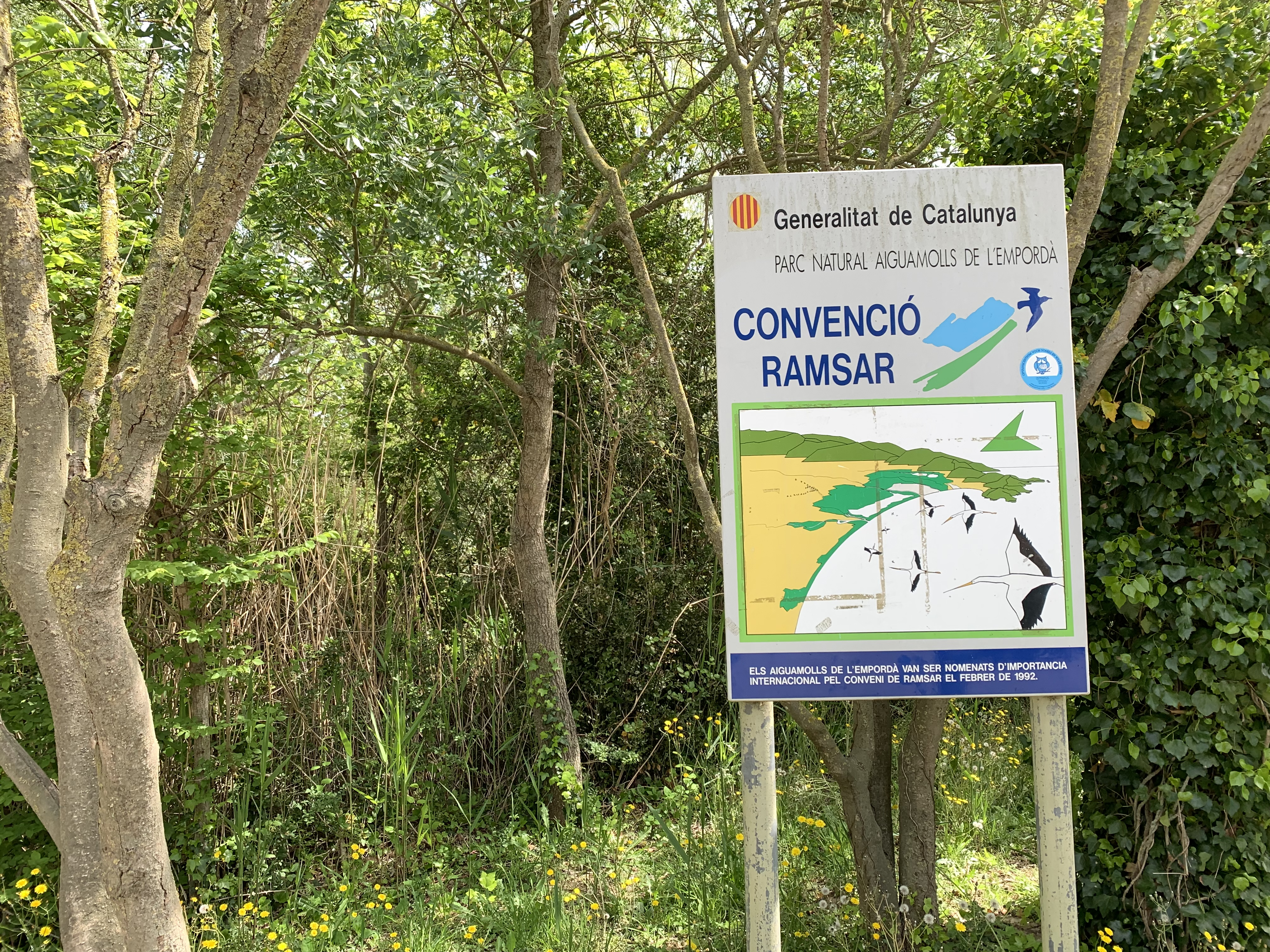

El títol oficial és Conveni relatiu a les zones humides d'importància internacional especialment com hàbitat d'aus aquàtiques. El conveni es va desenvolupar i adoptar pels estats participants en una trobada a Ramsar, Iran el 2 de febrer de 1971 i va entrar en vigor el 21 de desembre de 1975.
La llista Ramsar de zones humides d'importància internacional inclou més de 1.550 zones que cobreixen aproximadament 1.339.000 km², (1.021 a l'any 2000). L'estat amb més nombre de zones és el Regne Unit amb 163; i l'estat amb la major àrea de zones humides llistades és el Canadà amb més de 130.000 km².
En l'actualitat hi ha 150 parts signants, hi havia 119 a l'any 2000 i 18 al seu inici l'any 1971. Els signataris es troben cada tres anys a la "Conferència de les parts contractants" (COP), la primera es va dur a terme a Càller, Itàlia el 1980. Es van introduir esmenes al conveni original a les conferències de París el 1982 (Protocol de París) i Regina el 1987 (Esmenes de Regina).
Existeix un comitè permanent, un grup d'examen científic i tècnic (STRP) i un secretariat. La seu central es troba a Gland, Suïssa i és compartida amb la UICN (Unió Internacional per a la Conservació de la Natura i els Recursos Naturals).

## Llista de parts contractants[2]
Albània, Alemanya, Algèria, Argentina, Armènia, Austràlia, Àustria, Azerbaidjan, Bahames, Bahrain, Bangladesh, Bèlgica, Belize, Benín, Belarús, Bolívia, Bòsnia i Hercegovina, Botswana, Brasil, Bulgària, Burkina Faso, Burundi, Cambodja, Canadà, Colòmbia, Comores, República del Congo, Costa Rica, Costa d'Ivori, Croàcia, Cuba, República Democràtica del Congo, Dinamarca, Djibouti, República Dominicana, Equador, Egipte, El Salvador, Guinea Equatorial, Eslovàquia, Eslovènia, Espanya, Estònia, Finlàndia, França, Gabon, Gàmbia, Geòrgia, Ghana, Grècia, Guatemala, Guinea, Guinea Bissau, Hondures, Hongria, Islàndia, Índia, Indonèsia, Iran, Irlanda, Israel, Itàlia, Jamaica, Japó, Jordània, Kenya, Kirguizstan, Letònia, Líban, Libèria, Líbia, Liechtenstein, Lituània, Luxemburg, Macedònia del Nord, Madagascar, Malawi, Malàisia, Mali, Malta, Marroc, Mauritània, Maurici, Mèxic, Moldàvia, Mònaco, Mongòlia, Namíbia, Nepal, Països Baixos, Nova Zelanda, Nicaragua, Níger, Nigèria, Noruega, Pakistan, Palau, Panamà, Papua Nova Guinea, Paraguai, Perú, Filipines, Polònia, Portugal, Romania, Rússia, Saint Lucia, Senegal, Sèrbia i Montenegro, Sierra Leone, Sud-àfrica, Corea del Sud, Sri Lanka, Suècia, Suïssa, Surinam, Síria, Tadjikistan, Tanzània, Tailàndia, Togo, Trinitat i Tobago, Tunísia, Turquia, Txad, República Txeca, Uganda, Ucraïna, Regne Unit, Estats Units, Uruguai, Uzbekistan, Veneçuela, Vietnam, Zàmbia, Xile, Xina, Xipre, antiga Unió Soviètica

Noves parts contractants:
Antigua i Barbuda (02-10-2005), Cap Verd (18-11-2005), República Centreafricana (05-04-2006), Lesotho (01-11-2004), Illes Marshall (13-11-2004), Moçambic (03-12-2004), Myanmar (17-03-2005), Ruanda (01-04-2006), Samoa (06-02-2005), Seychelles (22-03-2005), Sudan (07-05-2005), Andorra (23-11-2012).
Font: http://www.ramsar.org/key_cp_e.htm

## Zones humides
D'acord amb el conveni, les zones humides incloses en el llistat d'espais Ramsar poden ser "extensions d'aiguamolls, pantans i torberes, o superfícies cobertes d'aigües, siguin aquestes de règim natural o artificial, permanents o temporals, estancades o corrents, dolces, salobres o salades, incloses les extensions d'aigua marina la profunditat en marea baixa de les quals no excedeixi de sis metres”.

## Xarxa Ramsar als Països Catalans

### Xarxa Ramsar a Andorra
Andorra es va adherir al Conveni de Ramsar el 23 de novembre de 2012. Les zones humides recollides pel conveni són:
- Parc natural de la vall de Sorteny
- Parc Natural Comunal de les Valls del Comapedrosa
- Vall del Madriu-Perafita-Claror

### Xarxa Ramsar a Catalunya[6][7]
Actualment (a 2010), la Xarxa Ramsar a Catalunya només inclou quatre zones humides, que són:
- El Parc Nacional d'Aigüestortes i Estany de Sant Maurici
- El Parc Natural dels Aiguamolls de l'Empordà
- L'Estany de Banyoles
- El Delta de l'Ebre

L'associació catalana de defensa, estudi i conservació de la natura DEPANA (de Barcelona), proposa a l'administració que elabori la documentació i estudis justificatius perquè es puguin incloure els següents espais humits d'importància. La llista està elaborada a partir dels criteris fixats pel Conveni de Ramsar:
- Aiguabarreig Segre – Cinca
- Aiguabarreig Segre - Noguera Pallaresa
- Aiguabarreig Segre - Noguera Ribagorçana
- Aiguamolls del Baix Empordà
- Delta del Llobregat
- Desembocadura del riu Gaià
- Els Muntanyans-Gorg, a Torredembarra i el Creixell
- Estany de Montcortès
- Estany de Sils
- Estany d'Ivars i Vila-sana
- Estanys alpins i mulleres de la Val d'Aran
- Estanys de Basturs
- Estanys de la Jonquera - Cantallops
- Estanys del litoral de l'Ametlla de Mar
- Estanys i Delta de la Tordera, Gallifa i Espadamala (Riberes del Ter, Osona)
- Parc Natural de l'Alt Pirineu
- Utxesa

### Xarxa Ramsar a Catalunya Nord
Cap zona humida declarada d'interès internacional pel Ramsar a Catalunya Nord.

### Xarxa Ramsar a les Illes Balears[7]
Actualment (a 2010), la xarxa Ramsar a les Illes Balears només inclou dues zones humides:
- Salines d'Eivissa i Formentera
- S'Albufera de Mallorca

Entre altres zones humides, hi falta s'Albufera des Grau a Menorca.

### Xarxa Ramsar al País Valencià[7]
Actualment (a 2010), la xarxa Ramsar al País Valencià només inclou: 
- Albufera de València (Parc Natural de l'Albufera de València, a l'Horta de València, la Ribera Alta i la Ribera Baixa)
- Salines de Santa Pola (part de l'Albufera d'Elx, al Baix Vinalopó)
- Llacunes de la Mata-Torrevella (al Baix Segura)
- Marjal de Pego-Oliva (Parc Natural de la Marjal de Pego-Oliva, a La Safor i Marina Alta)
- Zona Humida del Fondo (Parc Natural del Fondo, part de l'Albufera d'Elx, al Baix Vinalopó)
- Prat de Cabanes-Torreblanca (a la Plana Alta)